# إمبريال للطاقة
شركة إمبريال للطاقة(بالإنجليزية: Imperial Energy Corporation)‏، هي شركة بريطانية للتنقيب عن النفط وإنتاجه تعمل في سيبيريا. يقع مقرها الرئيسي في ليدز وهي شركة تابعة لشركة النفط والغاز الطبيعي في الهند.

## الشركات التابعة
- اليانس نفت جاز
- سيفيكازوجرا
- سيبنترنفت
- نورد إمبريال [1]

يتم تنظيم العمل على أساس جغرافي:
- تومسك أوبلاست في سيبيريا الغربية
- كوستاني في شمال وسط كازاخستان

## روابط خارجية
- موقع رسمي